# Corinth (Arkansas)
Corinth é uma cidade  localizada no estado americano de Arkansas, no Condado de Yell.

## Demografia
Segundo o censo americano de 2000, a sua população era de 65 habitantes.
Em 2006, foi estimada uma população de 66, um aumento de 1 (1.5%).

## Geografia
De acordo com o United States Census Bureau, a localidade tem uma área de 8,4 km², dos quais 8,1 km² cobertos por terra e 0,3 km² cobertos por água.

## Localidades na vizinhança
O diagrama seguinte representa as localidades num raio de 32 km ao redor de Corinth.